# 16083 Jorvik
16083 Jorvik este un asteroid din centura principală de asteroizi.

## Descriere
16083 Jorvik este un asteroid din centura principală de asteroizi. A fost descoperit pe 12 octombrie 1999 la Observatorul Kleť de Jana Tichá și Miloš Tichý. Asteroidul prezintă o orbită caracterizată de o semiaxă mare de 2,17 ua, o excentricitate de 0,21 și o înclinație de 6,1° în raport cu ecliptica.